# Astragalus amnis-amissi
Astragalus amnis-amissi är en ärtväxtart som beskrevs av Rupert Charles Barneby. Astragalus amnis-amissi ingår i släktet vedlar, och familjen ärtväxter. Inga underarter finns listade i Catalogue of Life.